# Kakasana

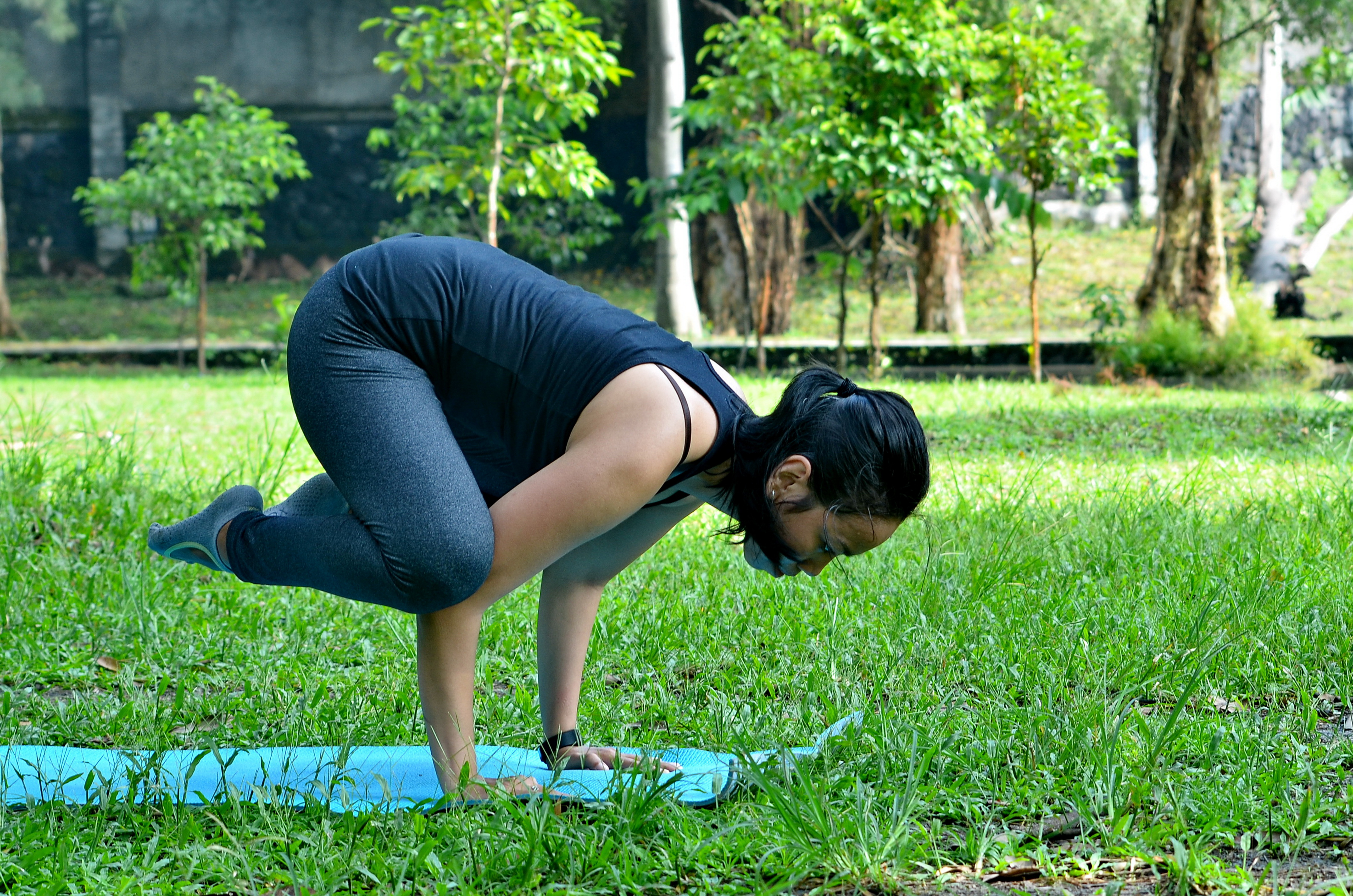
Kakasana

Kakasana (Sanskrit काकासन, IAST kākāsana), deutsch Krähe, ist eine Übung des Yoga und gehört in die Kategorie der Gleichgewichtsstellungen. Der Sanskritname kākāsana bildet sich aus den Wörtern kāka „Krähe“ und āsana „Sitz“ oder allgemeiner übersetzt „Körperhaltung“. Diese Stellung wird in verschiedenen Yogastilen ebenso mit dem Namen Bakasana (Sanskrit बकासन, IAST bakāsana), deutsch Kranich, benannt. Das Sanskritwort baka bezeichnet den Vogel „Kranich“.

## Geschichte und Unterscheidung von Kakasana und Bakasana
In den traditionellen Schriften des Hatha Yoga, der Hathapradipika (verfasst im 14. Jhd.) und der Gherandasamhita (wahrscheinlich verfasst im 17. Jhd.) ist diese balancierende Stellung nicht aufgeführt. Hingegen erwähnt die Hatha Ratnavali, ebenfalls ein altes Dokument des Hatha Yoga, von Srinivasa im 17. Jhd. geschrieben, eine Übung mit Namen Bakasana. Eine Beschreibung der körperlichen Ausführung gibt sie jedoch nicht.
Während in der heutigen Yogapraxis bisweilen beide Namen für die gleiche Asana verwendet werden, definieren viele Yogastile eine klare Unterscheidung. Dharma Mittra, 1939 in Brasilien geboren, Schüler von Swami Kailashananda und Leiter des Dharma Yoga Centers in New York City, differenziert zwischen Kakasana, bei der die Beine auf den angewinkelten Armen ruhen (wie die kürzeren Beine einer Krähe), und Bakasana, bei der die Arme gestreckt sind (ähnlich den längeren Beinen eines Kranichs).

## Körperliche Ausführung

### Kakasana
Das Sivananda Yoga Vedanta Zentrum lehrt, in die Hocke zu gehen und die Arme zwischen die Knie zu bringen. In Schulterbreite werden die Hände mit gespreizten Fingern auf den Boden gelegt. „Dann knicken Sie die Ellbogen seitlich nach außen, damit die Rückseite Ihrer Arme die Ständer für Ihre Knie bilden.“ Nun wird der Blick nach vorne gerichtet, das Gewicht nach vorne verlagert und die Zehen hochgehoben. Das Körpergewicht ist nur von Ellbogen und Händen getragen, der Kopf ist gehoben.
Swami Vishnudevananda gibt den Hinweis, die Hände fest auf den Boden zu legen.
Selvarajan Yesudian nennt die Stellung „Kaasana“.

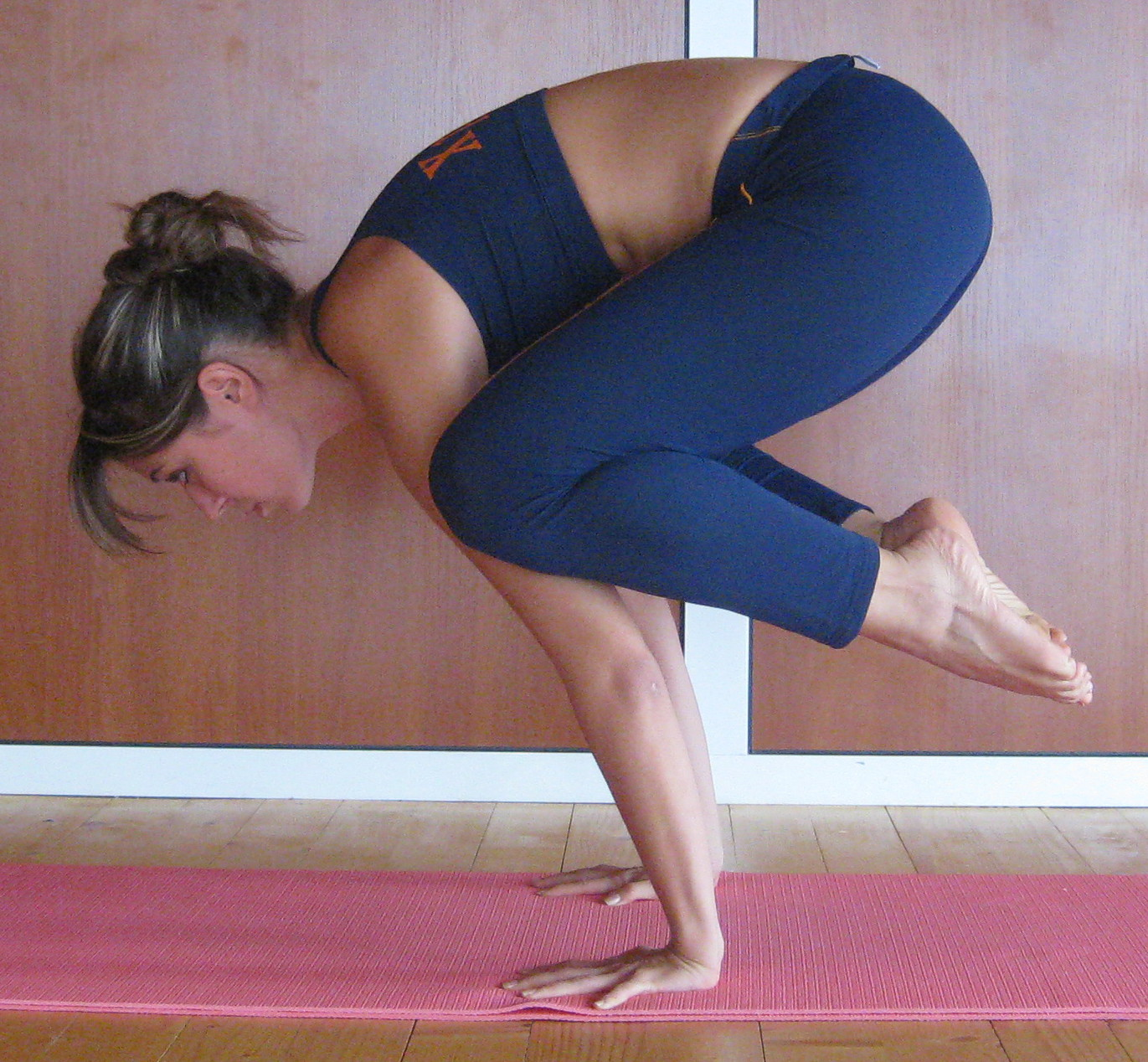
Bakasana

### Bakasana
B. K. S. Iyengar lässt in der Anleitung zu Bakasana wie oben beschrieben zuerst Kakasana einnehmen. Dies ist für ihn aber nur ein Zwischenschritt, denn dann werden die Arme gerade durchgestreckt. In einer Technik für fortgeschrittene Schüler beginnt er mit Salamba-Shirshasana, dem Kopfstand, und führt von oben kommend die Knie auf die Arme. Dabei sollen die Füße zusammen bleiben. Dann wird der Kopf vom Boden gehoben und die Arme durchgestreckt. Das Herausgehen soll wieder über den Kopfstand erfolgen.
Nach Swami Kriyananda, einem Schüler von Paramahansa Yogananda, werden die Knie nicht ein wenig seitlich der gestreckten Oberarme platziert, sondern in der Nähe der Achselhöhlen direkt auf sie gestellt.
Im Ashtanga (Vinyasa) Yoga ist Bakasana Teil der 2. Serie. Sie wird aus der Asana Herabschauender Hund, Adhomukha Shvanasana, in einer ruhig geführten Bewegung direkt angesprungen.

## Variationen
Es gibt eine Vielzahl von Variationen zu dieser Yogaübung, z. B. die Seitliche Krähe, Parshva Kakasana.

## Führung der Aufmerksamkeit in der Übung
Swami Kriyananda schlägt vor, sich nicht darauf zu konzentrieren, wie schwer das Gewicht auf den Armen ist, sondern auf das Gefühl der Leichtigkeit, das dadurch entstehe, dass man den Bauch nach innen zieht. Seine Aufmerksamkeit könne man auf folgende Affirmation lenken: „Die ruhige Kraft des Unendlichen breitet sich in mir aus.“

## Gesundheitliche Aspekte
Selvarajan Yesudian teilt die Erfahrung mit, dass die Übung das Gleichgewichts- und Sicherheitsgefühl sowie die Entschlossenheit fördere. Iyengar, das Sivananda Yogazentrum und weitere Yogarichtungen berichten übereinstimmend, dass die Übung Handgelenke, Arme und Schultern stärke.